# 浅野こころ
浅野 こころ（あさの こころ、2002年〈平成14年〉6月11日 - ）は、日本のAV女優。Bstar所属。
AV女優としての旧名義は「歌野こころ」。AV以外の個人活動では2023年8月末まで一貫して「こころ」名義であった。

## 略歴
宮城県仙台市出身。
NHKドラマの最終オーディションまで残ったという経歴で、2023年3月にS1 NO.1 STYLE（エスワン）専属女優「歌野こころ（うたの こころ）」としてAVデビュー。
2023年4月11日、東京・三軒茶屋グレープフルーツムーンで行われた音楽イベント『月で逢いましょうVol.69「New Comer Special」』に「こころ」で初のイベント出演。また同年6月28日に池袋LiveinnROSAで開催された『楽演祭』にも「こころ」として出演。
2023年8月22日の公式Xで、「浅野こころ」として活動することを発表。
2023年12月27日に池袋 LIVE INN ROSAで開催された音楽イベント『楽演祭 vol.28』に出演。
2024年5月16日、東京・三軒茶屋グレープフルーツムーンで開催された音楽イベント『月で逢いましょう vol.94 原宿大作戦』に同じ事務所に所属するRARA、彩月七緒と共に出演。浅野はイベントのトリを務め、『強く儚い者たち』（Cocco）、『そばかす』（JUDY AND MARY）のカバーを披露した。
2024年7月15日週、FANZAレンタルフロアランキングにおいて『「ヤメて」が言えない子供な彼女の妹に欲情し こっそりハメ続けたら…まさかの俺のチ●ポの虜。浅野こころ』が1位を記録。自身初のウィークリーランキング1位となった。7月22週同ランキングでは同作が3位となるものの、『キレかわ清楚の女子●生を我慢できずにメチャクチャ痴●してやったら…彼氏よりも俺のテクの虜に。浅野こころ』が1位ランクイン。7月29日週同ランキングでは『「ヤメて」が言えない～』が4位。『キレかわ清楚の～』が1位を維持。『キレかわ清楚の～』は8月5日週同ランキングでも3週連続で1位となった。
FANZAレンタルフロア2024年7月度月間女優ランキングランキング1位。また、レンタルフロアで好評を博した『「ヤメて」が言えない～』が、同年7月29日週FANZA動画フロアランキングにて5位にランクイン。
同年11月4日週FANZA通販フロアランキングにて、出演作『S1 PRECIOUS GIRLS 2024 オールスター24名大集合ハーレムアイランドSpecial』が初登場1位にランクイン。11月11日週同ランキングでは同作が1位。DVD版も3位ランクイン。
同年11月11週FANZAレンタルフロアランキングで『年末年始、広い学生寮で女学生とおじさん管理人が2人きり… 禁断シチュに欲情した中年ち●ぽと寂しさ埋めたい若い少女おま●こは相性良すぎて合体し続けた。浅野こころ』が2位にランクアップ。この積み重ねもあり、FANZAレンタルフロア2024年11月度月間AV女優ランキング1位となった。
2025年1月19日、2作目となる写真集『Cosplay Fetish Book 浅野こころ』の発売記念イベントを東京・神保町 書泉グランデにて開催。また同月27日には、東京・三軒茶屋グレープフルーツムーンにて開催の音楽イベント『月で逢いましょう vol.110』にて初のワンマンライブ開催した。
同年2月10日週FANZAレンタルフロアランキングにおいて『無口で大人しい女生徒になら何してもいいんじゃないか？地味な図書委員は担任に犯●れてもイキまくった。浅野こころ』が初登場4位。
同年3月29日週FANZA通販フロアランキングにて、3作目のイメージビデオ『喉の奥まで触れられたい 浅野こころ』（Aircontrol）が初登場10位にランクイン。本作はAVプロデューサーの肉尊がプロデュースしており、同名の写真集ではカメラマンも担当した。
同年5月5日週FANZA動画フロアランキングにて、同年2月発売の『S1女優 浅野こころ 三田真鈴と夢の合コン! ターゲットにされた僕は…ラブホ持ち帰りされホロ酔いドスケベ逆3P』が5位に浮上した。
2025年5月18日、浅野こころ写真集『喉の奥まで触られたい』（ジーオーティー）の発売記念イベントを東京・秋葉原 書泉ブックタワーで開催。
同年5月26日週FANZAレンタルフロアランキングにて、『45,000部を売り上げた繊細で淫乱な傑作を実写化。実写版おじさんで埋める穴 セックスに興味がありすぎる内気なムッツリ巨乳J○が偶然出会った中年おやじとの濃密交尾にドハマりするまで…。浅野こころ』が3位ランクイン。また、6月2日週同ランキングではが2位に上昇し、6月9日週同ランキングでも3位を維持した。
同年6月30日週FANZA通販フロアランキングにて、イメージビデオ『暑くてみだらな儚い夏』（FAIR & WAY）が初登場8位となる。

## 人物
- 特技はトランペット、ドラム、ピアノなど楽器演奏。好きな食べ物はラーメン、芋煮、かにぱん。好きな場所はベニーランド[27]。

- 2023年6月時点での自身のおすすめ作品としてデビュー作を挙げている[28]。

- AVライターのさおりは「半円を描くおっぱいは弾力性に富んでいて、寝ても形が崩れないほど張りがある」。「ヌードシーンでも絵になるのは、フォルムがずば抜けて美しいから」と胸の形を評価[29]。同じくAVライターの芝田カズは「小悪魔痴女ものに定評」、「体の隅から隅までを嘗め回すリッププレイは男を腰砕けにする」と論評した[29]。

- 以前交際していた男性が浮気していたらしくこころがスマートフォンのアプリを開いたら、相手の携帯に入ってる浮気相手との性行為の動画が入っていた予期せぬ形で元彼の浮気の証拠を掴んでしまい、その相手の女性が爆乳だったらしく「自信がやっぱりなくなっちゃうし、それはちょっと許せなかったっていうか、嫌いになったっていうより、顔を合わせられなくなっちゃった。ショックすぎて。嫌になっちゃった」と、当時の精神的ダメージの大きさを明かした[30]。またこころのことをアクセサリー扱いしていたらしく、セクシー女優だということを交際していた男性が友人に明かして職業を理由に物のように扱われた苦痛を吐露。セクシー女優という仕事に対する世間の偏見や誤解に悩まされてきたことも明かした[31]。

## 作品

### アダルトビデオ
- 新人No.1 STYLE 杜の都が産んだ幻の朝ドラヒロイン歌野こころAVデビュー（3月28日、エスワン）
- 二人きりの撮影で、より自然体に、もっと大胆にー。 東京胸キュンデートめちゃイキハメ撮り3本番 歌野こころ（4月25日、エスワン）
- 交わる体液、濃密セックス 完全ノーカットスペシャル 歌野こころ（5月25日、エスワン）
- 激イキ142回! 痙攣4220回! イキ潮2150cc! 幻の朝ドラヒロイン エロス覚醒 はじめての大・痙・攣スペシャル 歌野こころ（6月25日、エスワン）
- 禁欲ムラムラのイキたがり制服美少女は清楚なくせして中年オヤジのねっとりSEXが大好物 浅野こころ（9月27日、エスワン）
- 清楚の奥に秘めたエロスポテンシャル開花 人生初の巨根ポルチオ開発 膣奥トランス絶頂 浅野こころ（10月24日、エスワン）[29]
- 平日17時のラブホテルで繰り広げられる背徳接吻性交 浅野こころ（11月28日、エスワン）
- 相部屋NTR 仙台から上京してきた純朴新入社員が絶倫上司に仕組まれ朝から晩まで不倫セックスでイカされ続けた出張先の夜 浅野こころ（12月26日、エスワン）

- 清楚系な彼女が裏では発作的ヤリマン女!? 所構わず勃起させ強引にハメてくるむっつり本性むき出し初デート!! 浅野こころ（1月30日、エスワン）
- バイト先の美人女子大生は仕事は真面目なのに死ぬほどセックスが好きだった。（2月27日、エスワン）
- 「ヤメて」が言えない子供な彼女の妹に欲情し こっそりハメ続けたら…まさかの俺のチ●ポの虜。 浅野こころ（3月26日、エスワン）
- キレかわ清楚の女子●生を我慢できずにメチャクチャ痴漢してやったら…彼氏よりも俺のテクの虜に。 浅野こころ（4月23日、エスワン）
- 清楚な見た目で下品に下半身うねらせ ガニ股! スパイダー! グラインド! 杭打ちピストン! 11の腰使いを持つマルチ騎乗位の才女 浅野こころ（5月28日、エスワン）
- 「彼女なんかより先生の口に精子出して」 彼女ができた僕に嫉妬した痴女教師が執拗即尺で何度も寝取ろうとしてくる 浅野こころ（6月25日、エスワン）[32]
- 年末年始、広い学生寮で女学生とおじさん管理人が2人きり… 禁断シチュに欲情した中年ち●ぽと寂しさ埋めたい若い少女おま●こは相性良すぎて合体し続けた。 浅野こころ（7月23日、エスワン）
- 浅野こころが壊れてしまう… 宙に浮くほどイキ飛び跳ねるエビ反り媚薬漬けノンストップ性交（8月27日、エスワン）
- 華奢で気弱な競泳少女が屈強なスイマーたちに囲まれ息つく間も無くピストンされ続ける輪姦水泳部 浅野こころ（9月24日、エスワン）
- 無口で大人しい女生徒になら何してもいいんじゃないか? 地味な図書委員は担任に犯されてもイキまくった。 浅野こころ（10月22日、エスワン）
- 清楚でエロくて演技力が異常に高い 浅野こころ初ベスト デビュー1周年最新12タイトル12時間スペシャル（11月12日、エスワン）※単体ベスト
- 家族想いの妹はニート兄のチンチンを健気に毎日お世話する。 引きこもった兄の性欲処理が日課なヤングケアラー女子●生 浅野こころ（11月26日、エスワン）
- S1 PRECIOUS GIRLS 2024 オールスター24名大集合ハーレムアイランドSpecial（12月10日、エスワン）[33][34][35]

- 布団の中で患者には逆らわない従順ナースさんに射精まで世話させた。 浅野こころ（1月28日、エスワン）[36]
- エスワン20周年記念 AV業界史に残る最強タッグ作品 世界に誇る一流女優たちが極上ご奉仕してくれる 超S1級 ハーレム風俗フルコース（1月28日、エスワン）[37]
- 45,000部を売り上げた繊細で淫乱な傑作を実写化。 実写版おじさんで埋める穴 セックスに興味がありすぎる内気なムッツリ巨乳J○が偶然出会った中年おやじとの濃密交尾にドハマりするまで…。 浅野こころ（2月18日、MOODYZ）
- 「吹奏楽部の浅野って頼めば、ヤラせてくれるってよ!」 クラスに言いなりヤリマンがいた最高の思春期 浅野こころ（3月25日、エスワン）
- 野球部員と美少女マネージャーがゲリラ豪雨で帰れず部室で二人きり… 濡れ透けたカラダに勃起した思春期ペニスを優しく何発も射精ケアする。 浅野こころ（4月22日、エスワン）
- 教師の僕に2人の生徒が惚れて…元気な川越にこと清楚な浅野こころのコンビ誘惑に負けて学校でも、自宅でも、何度も背徳性交に溺れてしまった。（5月13日、エスワン）
- 綺麗な顔、可愛い顔 どっちの顔に精子かけたい？二面性の顔を持つ浅野こころが射精を嬉しそうに受け止める… キレイカワイイ大量顔射オナサポ（6月24日、エスワン）
- エスワン20周年記念 AV業界史に残る最強タッグ作品 たまったら射精しよう わたしたち おチ●ポテクニシャンです。 本郷愛 河北彩伽 金松季歩 miru 三田真鈴 七ツ森りり 浅野こころ 奥田咲 楓ふうあ 明日葉みつは（6月24日、エスワン）[38]
- エスワン20周年記念 AV業界史に残る最強タッグ作品 1×18。AVメーカーS1所属の新人ADの俺は、最高セクシー女優様たちにこっそりシコられ、ハメられ、エロいことに巻き込まれる、AV職場ラッキーSEX（7月22日、エスワン）[39]
- 私のおま●こで世界を救う! 私の膣汁は精子ウィルスの発作でSEX狂いおじさんを完治する特効薬と国から認定されたので撲滅するため日々濃厚SEX治療に励んでます。 浅野こころ（7月22日、エスワン）
- どんな命令も完全合意するキレかわドMメイドを俺が飽きるまでむちゃくちゃにヤリ散らしてヤッた。 浅野こころ（8月26日、エスワン）

### アダルトVR
- VR No.1STYLE 浅野こころ解禁 杜の都出身の見た目は清楚、中身はどスケベな浅野こころを完全独占! 最高の密着距離でひたすらSEXに没頭する究極同棲VR（10月10日、エスワン）
- クラスで一番可愛い僕の彼女は清楚に見えておしゃぶり大好きで毎日のようにフェラチオをせがんでくる 浅野こころ（12月17日、エスワン）

- S1女優 浅野こころ 三田真鈴と夢の合コン! ターゲットにされた僕は…ラブホ持ち帰りされホロ酔いドスケベ逆3P（2月2日、エスワン）
- 教え子の浅野に告白された回数、3年間で15回… 「一度だけでいいから…」人影のない校舎で別れを惜しむように貪り合ったたった一度の過ちを犯した二人きりの卒業式 浅野こころ（4月14日、エスワン）

### イメージビデオ
- こころ伝説 浅野こころ（1月26日、メディアブランド）
- Sincerely ～真心をこめて  浅野こころ（9月20日、メディアブランド）

- 喉の奥まで触れられたい 浅野こころ（4月22日、Aircontrol）[20]
- 暑くてみだらな儚い夏 浅野こころ（8月12日、FAIR & WAY）

### 写真集
- 恋心 浅野こころ1st.写真集（2024年1月29日、彩文館出版、撮影：稲田喬晃）ISBN 978-4-7756-0671-1 ※3000部限定 豪華愛蔵版[40]
- Cosplay Fetish Book 浅野こころ（2025年1月21日、ジーオーティー、撮影：田村浩章）ISBN 978-4-8236-0803-2[41]
- 浅野こころ写真集『喉の奥まで触られたい』 （2025年5月20日、ジーオーティー、撮影：肉尊）ISBN 978-4-8236-0849-0[42][20]

### デジタル写真集
歌野こころ 名義
- S1キャンペーン2023 No.1 Photo Book アイドル版（2023年5月12日、FANZA BEAUTY COLLECTION、撮影：小林弘輔）※「S1 NO.1 STYLE」専属女優30名の撮り下ろし写真を収録。FANZA限定配信。
- S1キャンペーン2023 No.1 Photo Book S級版（2023年6月1日、FANZA BEAUTY COLLECTION、撮影：FANZA BEAUTY COLLECTION）※「S1 NO.1 STYLE」専属女優30名の撮り下ろし写真を収録。FANZA限定配信。
- 歌野こころ おかえりヒロイン（2023年8月21日、小学館、撮影：ICHI）[43]

浅野こころ 名義
- 浅野こころ 気もそぞろ FRIDAYデジタル写真集（2024年7月19日、講談社、撮影：篠原潔）
- ジューシーハニーPLUS＃22 浅野こころ（2024年10月24日、ジューシーハニー、撮影：篠原潔）
- ＃Escape 浅野こころ（2025年5月2日、a-list photo anthology、撮影：manimanium）
- 初恋の彼女は地元で誰かと腰を振っている 浅野こころ（2025年7月15 日、フェア出版、撮影：早川達也）
- こころ、ひらく。完全版（2025年8月6日、JUICY HONEY、撮影：篠原潔）

## 製品

### トレーディングカード
- AVC ジューシーハニー コレクションカード PLUS ＃22 浅野こころ 波多野結衣 本庄鈴 石川澪（2024年4月27日、株式会社ハバロッサ）

## 出演

### イベント
- Bstarトークライブ ～まりりんといっしょ～（2024年3月4日、東京・LOFT9 Shibuya）[44]
- 安達夕莉の区民酒場 ～ラストトークショー～（2024年7月23日、東京・LOFT9 Shibuya）[45]

### ライブ
- 月で逢いましょう Vol.69「New Comer Special」（2023年4月11日、東京・三軒茶屋グレープフルーツムーン）
- 楽演祭 vol.25（2023年6月28日、東京・池袋 LIVE INN ROSA）
- 楽演祭 vol.28（2023年12月27日、東京・池袋 LIVE INN ROSA）[4]
- 月で逢いましょう vol.94 原宿大作戦（2024年5月16日、東京・三軒茶屋グレープフルーツムーン）[5]
- 月で逢いましょう vol.110（2025年1月27日、東京・三軒茶屋グレープフルーツムーン）※初のワンマンライブ[17]。

### テレビ
- もう!バカリズムさんの超 H! #57（2024年10月27日、フジテレビONE）
- 月ともぐら（2024年11月1日 - 22日・12月13日 - 27日・2025年2月7日 - 3月14日・5月23日 - 7月18日、テレビ東京）

### ウェブテレビ
- 鶴瓶&ナイナイのちょっとあぶないお正月2025（2025年1月1日、ABEMA）- 助手美女役
- 愛のハイエナ4（2025年7月1日[30] - 7月22日、ABEMA）
- 浅野こころのここキャン(2025年8月16日-   、DMMオンラインサロンエンタちゃん放送局)

### ラジオ
- ねむチキ（2025年2月2日・9日・8月17日・24日、TBSラジオ）